# Un'arida stagione bianca
(Ian McKenzie/Marlon Brando a Ben Du Toit/Donald Sutherland)
Un'arida stagione bianca (A Dry White Season) è un film del 1989 diretto da Euzhan Palcy, tratto dall'omonimo romanzo del 1966 di André Brink, e interpretato da Donald Sutherland, Susan Sarandon e Marlon Brando.

## Trama
Sudafrica, durante il periodo di presidenza di Pieter Willem Botha una manifestazione studentesca di giovanissimi attivisti neri viene repressa nel sangue, molti vengono uccisi e tanti altri arrestati dalla polizia: uno di questi è Jonathan Ngubene, figlio di Gordon, un giardiniere che lavora presso la villetta del professor Benjamin Du Toit, un insegnante di liceo che conduce una vita tranquilla, lontano anche con il pensiero dalla tragedia che ogni giorno si perpetua nel suo paese.
Il giovane sparisce e di lui non si hanno più notizie; il padre si reca più volte al commissariato di polizia e alla sede della "Sezione speciale", un reparto di pubblica sicurezza che si occupa esclusivamente di reati politici, senza però riuscire a sapere nulla della sorte toccata al figlio fino a quando un altro ragazzo, arrestato lo stesso giorno di Jonathan e successivamente rilasciato dopo che gli sono state spezzate le braccia, riferisce che egli era nella cella accanto alla sua ma che dopo pochi giorni "è stato portato via". Gordon intuisce la sorte toccata al figlio e, dopo l'ennesima ricerca di informazioni caduta nel vuoto, chiede aiuto a Benjamin, confidando che la richiesta di un rispettabile cittadino Afrikaner possa avere più successo.
Benjamin accetta volentieri e si reca di persona alla sede della Sezione speciale dove viene cordialmente accolto dal Colonnello Viljoen e dal Capitano Stolz, i quali lo rassicurano sul fatto che faranno il possibile per trovare il ragazzo e, nel caso non ci siano accuse specifiche nei suoi confronti, sarà presto rilasciato; la notizia non tranquillizza Gordon e purtroppo le voci provenienti dai giovani nel frattempo liberati confermano che Jonathan è stato ucciso e il corpo sepolto in qualche luogo fuori città. Gordon rifiuta di rassegnarsi ed umilmente continua a chiedere almeno la restituzione del corpo per poterlo piangere sopra una tomba fino a quando la moglie Emily non si presenta a casa di Benjamin e gli riferisce che il marito è improvvisamente scomparso.
Benjamin chiede di nuovo udienza alla Sezione speciale ma stavolta l'accoglienza è più fredda e, nonostante egli riferisca che Gordon è un lavoratore onesto e un uomo affidabile, gli viene fatto capire che non deve seguitare a chiedere notizie delle persone scomparse; questo atteggiamento insospettisce Benjamin sulla natura della condotta della polizia, sospetto che diventa certezza dopo l'incontro con Stanley Makhaya, un attivista di colore amico della famiglia di Gordon, il quale, dopo averlo condotto a Soweto e avergli fatto vedere i corpi delle persone torturate dalla Sezione speciale, gli promette di aiutarlo nella ricerca della verità, mettendolo tuttavia in guardia sui possibili rischi di tale operato.

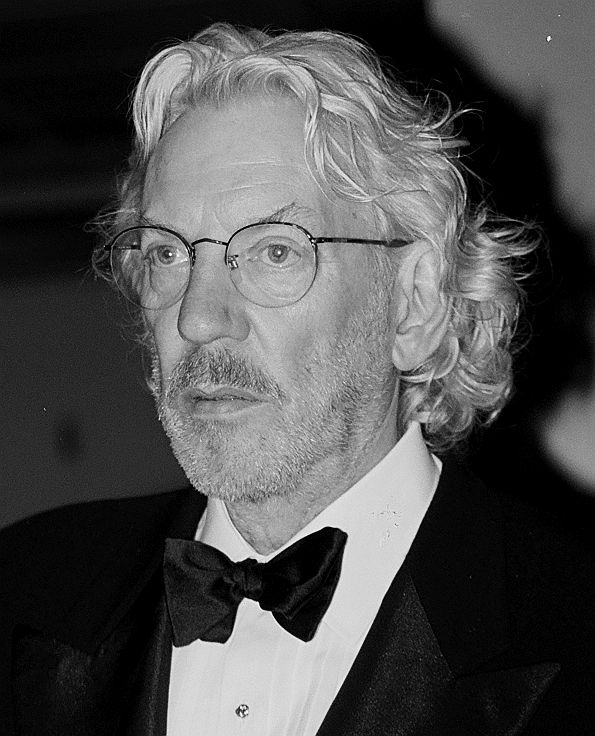
Donald Sutherland, protagonista del film, in un'immagine del 1998

Su mandato di Emily, Benjamin contatta l'avvocato McKenzie, un celebre professionista impegnato nei diritti civili che dapprima rifiuta la causa, dandone talmente per scontata l'inutilità da confidare amaramente a Benjamin che "ogni volta che ha vinto una causa hanno cambiato subito la legge" ma, comprendendo quanto la cosa sia importante per lui, accetta di rappresentare la moglie di Gordon in un processo che sarà certamente improntato sulla paura e sull'omertà. Difatti i pochi testimoni disposti a parlare vengono uccisi o torturati e impauriti per indurli a dichiarare il falso e a nulla vale il disperato tentativo di un prigioniero che durante l'udienza si strappa la camicia mostrando i segni delle torture subite: egli viene immediatamente trascinato fuori dall'aula e la testimonianza, tacciata come provocazione, invalidata.
A seguito della causa, che si conclude con l'assoluzione della Sezione speciale da tutte le accuse e purtroppo anche con la morte di Emily, la vita di Benjamin subisce forti contraccolpi: la moglie e la figlia maggiore lo contrastano con forza temendo l'isolamento sociale, soprattutto dopo che il figlio minore Johan, coetaneo ed amico di Jonathan, viene aggredito dai compagni di scuola e successivamente espulso dal collegio; stessa sorte toccherà a Benjamin che viene sollevato dall'incarico non prima di essersi tolto la soddisfazione di schiaffeggiare il preside che cinicamente lo aveva provocato dicendogli "non vogliamo amici dei negri vicino ai nostri figli". Questi eventi porteranno la moglie e la figlia a lasciare Benjamin e ad abbandonare la casa ma accanto a lui rimane Johan che lo ammira e lo stima per la battaglia che sta conducendo.
Insieme a Stanley, Benjamin viene aiutato anche da Melanie Bruwer, una giornalista inglese, attivista per i diritti civili che tuttavia, sospettata dal Governo di volere sollevare uno scandalo internazionale sull'operato delle proprie forze di polizia, viene espulsa dal Sud Africa non prima però che Johan sia riuscito a farle pervenire le dichiarazioni giurate su quanto è accaduto a Gordon e alla sua famiglia e sulle azioni della Sezione speciale.
Benjamin infatti, temendo per la sua vita e per quella del figlio, aveva affidato le importantissime carte a Johan con l'incarico di portarle oltre confine, una volta uscito dal Sud Africa insieme a Melanie, facendo credere al Capitano Stolz che fossero in mano alla figlia maggiore Suzette, la quale infatti "diligentemente" gliele consegna. Tuttavia Benjamin, prevedendo il tradimento della figlia, aveva messo un libro dentro il plico; il Capitano, accortosi in ritardo del raggiro, assassina Benjamin investendolo con la macchina ma anche lui viene ucciso il mattino dopo da Stanley.

## Critica
Il film ha ricevuto recensioni molto positive. Sul sito Rotten Tomatoes ha dato al film una recensione positiva di 86%, con un voto di 6,5/10. Marlon Brando è stato molto elogiato per il suo piccolo ma fondamentale ruolo dell'avvocato Ian Mackenzie. Inoltre, Brando ottenne la sua ottava e ultima nomination all'Oscar. Su IMDB il film ha avuto un voto di 6,8/10.

## Riconoscimenti
- 1990 - Premio Oscar
  - Candidatura Miglior attore non protagonista a Marlon Brando
- 1990 - Golden Globe
  - Candidatura Miglior attore non protagonista a Marlon Brando
- 1990 - Premi BAFTA
  - Candidatura Miglior attore non protagonista a Marlon Brando
- 1990 - Chicago Film Critics Association Awards
  - Candidatura Miglior attore non protagonista a Marlon Brando
  - Candidatura Miglior fotografia
- 1989 - New York Film Critics Circle Awards
  - Candidatura Miglior attore non protagonista a Marlon Brando
- 1990 - Tokyo International Film Festival
  - Miglior attore a Marlon Brando
  - Candidatura Miglior sceneggiatore a Euzhan Palcy